# Alba Lago
Alba Lago Díaz (Vigo, 18 de marzo de 1985) es una presentadora de televisión y escritora española. Desde 2024 presenta Noticias Cuatro 1.

## Biografía
Nacida en la ciudad de Vigo en 1985, estudió Publicidad y Relaciones Públicas en la Facultad de Comunicación de Pontevedra, donde se graduó en el año 2009. Su trayectoria comenzó en 2007 como colaboradora del programa Acompáñenos, en el que estuvo hasta 2009.
Su labor de presentadora comenzó con el programa A polos 25 (2009-2010) de TVG, después pasó a trabajar como presentadora y redactora en algunos programas de Marca TV. Después de salir de la cadena, trabajó como reportera en Verano Directo de La Sexta y en 2012 volvió a la TVG para copresentar Tourilandia, programa que siguió en antena hasta 2013.
En 2013 comenzó a trabajar como reportera para el programa Fabricando: Made in Spain de TVE. Al año siguiente, comenzó a presentar el tiempo en Informativos Telecinco, tras la marcha de Mario Picazo.
En abril de 2016 vio la luz su primera novela, titulada Andrea contra pronóstico y publicada por la editorial Suma de Letras.
En cuanto a la radio, hizo prácticas en Radio Pontevedra como locutora de 40 Principales y SER. En 2016 debutó como presentadora en el programa de Radioset.es Morning Glory.
Desde enero del 2017, pasó a presentar el informativo matinal de Telecinco con Roberto Fernández. Desde entonces ha presentado las tres ediciones de Informativos Telecinco (matinal, mediodía y noche), para cubrir bajas o vacaciones de compañeros suyos, como Isabel Jiménez y Pedro Piqueras.
Desde el 29 de enero de 2024, presenta la primera edición diaria de Noticias Cuatro.

## Trayectoria

### Programas de televisión
| Programas de televisión | Programas de televisión   | Programas de televisión | Programas de televisión |
| Año                     | Título                    | Cadena                  | Notas                   |
| ----------------------- | ------------------------- | ----------------------- | ----------------------- |
| 2007 - 2009             | Acompáñenos               | TVG                     | Colaboradora            |
| 2009 - 2010             | A polos 25                | TVG                     | Presentadora            |
| 2010 - 2011             | Los jugones de Marca      | Marca TV                | Presentadora            |
| 2011                    | Tarde Directo             | La Sexta                | Reportera               |
| 2012 - 2013             | Tourilandia               | TVG                     | Copresentadora          |
| 2013 - 2014             | Fabricando: Made in Spain | TVE                     | Reportera               |
| 2014 - 2024             | Informativos Telecinco    | Telecinco               | Presentadora            |
| 2024 - presente         | Noticias Cuatro           | Cuatro                  | Presentadora            |

### Programas de radio
| Programas de radio | Programas de radio | Programas de radio | Programas de radio |
| Año                | Título             | Emisora            | Notas              |
| ------------------ | ------------------ | ------------------ | ------------------ |
| 2006               | 40 Principales     | Radio Pontevedra   | Locutora           |
| 2016               | Morning Glory      | Radioset           | Presentadora       |

### Libros
| Novelas | Novelas                  | Novelas        | Novelas           |
| Año     | Novela                   | Editorial      | ISBN              |
| ------- | ------------------------ | -------------- | ----------------- |
| 2016    | Andrea contra pronóstico | Suma de Letras | 978-84-912-9003-2 |